# Dragnet
Dragnet är en amerikansk komedifilm från 1987 som är Tom Mankiewicz regidebut. Huvudrollerna spelas av Dan Aykroyd och Tom Hanks.
Filmen bygger på TV-serien med samma namn 1951-1959 av Jack Webb.